# 1905 en Grèce
Chronologie de la Grèce
- 1901
- 1902
- 1903
- 1904
- 1905
- 1906
- 1907
- 1908
- 1909

Cette page concerne les évènements survenus en 1905 en Grèce  :

## Évènements
- 20 février : Élections législatives
- 23 mars : Révolte de Therissos (jusqu'au 25 septembre 1906)
- 13 juin : Assassinat de Theódoros Deligiánnis, Premier ministre.

## Création
- Création des gares ferroviaires : Amfikleia (en), Chalcis (en) et Lilaia (en).

## Dissolution
- Compagnie grecque de navigation à vapeur (en)
- Parti nationaliste

## Sport
- Championnat Panhellénique 1905-1906 (en) (football)
- Création du club de football : GS Diagoras Rhodes.

## Naissance
- Melpo Axioti, écrivaine.
- Hiéronyme Ier d'Athènes, primat de l'Église orthodoxe grecque.
- Marguerite de Grèce, princesse de Grèce et de Danemark.
- Níkos Férmas, acteur.
- Yánnis Koutsochéras, poète, avocat et personnalité politique.
- Dionýsios Zakythinós, byzantiniste.

## Décès
- Kalliópi Kechagía, éducatrice et féministe.
- Geórgios Serídis (el), militaire.
- Ioannis Skaltsounis (el), personnalité politique.
- Geórgios Stamatélos (el), militaire.
- Nikólaos Tsolákis (el), militaire.